# Gregor vom Sinai
Gregor vom Sinai (griechisch Γρηγόριος Σιναίτης Gregorios Sinaites; * 1255 in Koukoulos bei Klazomenai (Kleinasien); † 27. November 1346 im Kloster Paroria, Bulgarien) war ein byzantinischer Mönch und bedeutender Vertreter des Hesychasmus. In der orthodoxen Kirche wird er als Heiliger verehrt.
Gregor geriet nach 1282 in Kriegsgefangenschaft und wurde nach Laodikeia in Syrien gebracht. Wieder befreit, ging er nach Zypern, wo er in einem Kloster Mönch wurde. Von dort reiste er zum Katharinenkloster auf dem Sinai, nach Jerusalem und schließlich nach Kreta. Von hier aus ging er auf den Berg Athos, wo er sich in der Skete Magoula in der Nähe des Klosters Philotheou niederließ. Hier führte er eine halb-eremitisches Leben, hatte aber auch Schüler und praktizierte den Hesychasmus. Immer wieder durch türkische Überfälle gestört, verließ er um 1325–1328 den Athos. Er ging erst nach Thessaloniki und dann nach Chios. Ursprünglich wollt er auf den Athos zurückkehren, ging dann aber über Mytilene nach Konstantinopel. Nach einem halben Jahr in der Hauptstadt ging er in das Kloster Paroria auf dem Berg Katakryomenos im heutigen Strandscha-Gebirge. Er kehrte noch einmal nach Konstantinopel und auf den Athos zurück, ließ sich dann aber 1335 oder kurz danach endgültig im Kloster Paroria nieder, wo er 1346 starb.
Gregor schrieb zahlreiche Hymnen und eine Abhandlung über den Hesychasmus.
In der orthodoxen Kirche wird er als Heiliger verehrt, sein Gedenktag ist der 8. August.